# Governador Mangabeira
Governador Mangabeira è un comune del Brasile nello Stato di Bahia, parte della mesoregione Metropolitana de Salvador e della microregione di Santo Antônio de Jesus.
Il nome deriva da Otávio Mangabeira (1886-1960) che fu governatore di Bahia e membro dell'Accademia delle Lettere brasiliana.